# Claus Tiedemann
Claus Tiedemann (* 6. Oktober 1941 in Stade) ist ein deutscher Sportwissenschaftler, Hochschullehrer und Segler.

## Leben
Claus Tiedemann, Sohn des gleichnamigen Studienrats und dessen Ehefrau Sieglind Tiedemann, geborene Schmidt, Tochter eines Papyrologen, trieb als aktiver Sportler Gerätturnen, Leichtathletik, Handball, Tischtennis, und Segeln. Als Jollen-Segler gewann er in der 505er-Klasse 1979 die Deutsche Meisterschaft sowie 1985 die internationale belgische Meisterschaft, nahm an Segelsportgroßveranstaltungen wie Welt- und Europameisterschaften sowie der Kieler Woche teil.
Tiedemann studierte in Tübingen und Hamburg Philosophie, Pädagogik, Griechisch, Latein, Geschichte und Leibesübungen, zeitweilig auch Medizin und Rechtswissenschaften. 1968 legte er an der Universität Hamburg in den Fächern Geschichte, Latein und Leibesübungen das Erste Staatsexamen für das Höhere Lehramt (an Gymnasien) ab, 1969 reichte er seine Doktorarbeit im Fach Geschichte ein und 1970 wurde er zum Doktor der Philosophie promoviert. Ab April 1969 war er an der Universität Hamburg am Institut für Leibesübungen als Wissenschaftlicher Angestellter, dann bis 1978 als Wissenschaftlicher Assistent tätig. 1970 war er kommissarisch geschäftsführender Direktor des Instituts.
Im Jahr 1971 heiratete er die promovierte Petra Moldtmann. Der Ehe entstammen die drei Kinder Sonja, Lars und Claus Gerhard Tiedemann.
Von 1979 bis 2007 war Tiedemann an der Universität Hamburg Professor für den Fachbereich Sportwissenschaft, ab 1981 wirkte er zudem als stellvertretender Fachbereichssprecher. Von 1987 bis 1991 fungierte er als Sprecher des Fachbereiches Sportwissenschaft. Tiedemann führte in den 1970er Jahren Lehraufträge an der Universität Bremen sowie an der Freien Universität Berlin aus. Von 2005 bis 2007 nahm er einen Lehrauftrag an der Christian-Albrechts-Universität zu Kiel wahr.
Tiedemann war Gründungsmitglied des Niedersächsischen Institut für Sportgeschichte und teils Mitglied des Wissenschaftlichen Beirates des Instituts. 2007 wurde er Mitglied des Wissenschaftsausschusses der Zeitschrift European Studies in Sports History. 1969 bis 1973 gehörte er dem Kuratorium der Deutschen Olympischen Gesellschaft an. Von 1976 bis 1996 war er beim Allgemeinen Deutschen Hochschulsportverband (ADH), dessen Vorstand er von 1974 bis 1975 angehörte, leitend für die Disziplin Segeln zuständig. Er beschäftigte sich in seiner Forschung unter anderem mit dem Wesen der Sportwissenschaft, dem Themenkomplex „Frieden und Sport“, zahlreichen sportgeschichtlichen Themen wie der kommunistischen Sportpolitik am Ende der Weimarer Republik, der Arbeitersportbewegung, „Rechtsbestimmungen der Alliierten zum Sport in Deutschland 1944 - 1950“, zudem mit dem Gewaltbegriff, dem Zusammenhang von Sport und Kunst und dem Begriff Bewegungskultur.

## Veröffentlichungen (Auswahl)
- Die Schiffahrt des Herzogtums Bremen zur Schwedenzeit (1645–1712). 1970.
- mit Hans-Gert Artus und anderen: Reform der Sportlehrerausbildung. 1973.